# Danièle Debernard
Danièle Debernard, född 21 juli 1954 i Aime, är en fransk före detta alpin skidåkare.
Debernard blev olympisk silvermedaljör i slalom vid vinterspelen 1972 i Sapporo.